# 더 뮤지컬
《더 뮤지컬》은 2011년 9월 2일부터 2011년 12월 23일까지 방송되었던 SBS 금요 드라마이며 2001년 《메디컬 센터》이후 해당 작품을 통해 시추에이션 드라마(주 1회씩 방영)가 부활됐으나 해당 작품을 끝으로 SBS의 시추에이션 드라마는 명맥이 끊겼지만 2021년 《너의 밤이 되어줄게》로 부활됐다.

기존의 SBS 금요 드라마가 2회 연속 방영된 것과 달리 해당 드라마는 1회씩 방송되었으나 이 작품을 끝으로 SBS 금요 드라마는 폐지되었다가 오후 11시 10분에 2회 연속 편성된 《힙합왕 - 나스나길》을 통해 8년 만에 부활하였다.
한편, 구혜선 (고은비 역)의 어설픈 노래 실력 - 옥주현 (배강희 역)의 다소 느끼한 연기 - 대부분 배우들의 연기력 부족
 - 2회 만에 생겨난 러브라인 - 커플들의 거듭된 키스씬 등
 자극적인 느낌 탓인지 한자릿수 시청률로 기대 이하의 성적에 그쳤다.

## 기획 의도
좌절을 딛고 일어나 희망을 노래하고 꿈을 춤추는 젊은 영혼들의 이야기로 뮤지컬 배우들의 꿈과 사랑을 그리는 뮤지컬 드라마

## 등장 인물
- 구혜선 : 고은비 역
- 최다니엘 : 홍재이 역
- 박기웅 : 유진 역
- 옥주현 : 배강희 역
- 박경림 : 사복자 역
- 기은세 : 서라경 역
- 현성 : 한상원 역
- 오정세 : 구작 역
- 김용민 : 준혁 역
- 김인서 : 상미 역
- 이도경 : 은비부 역
- 정영숙 : 양순이 역
- 강지후 : 현광서 역
- 차광수 : 유진영 역
- 안여진 : 선희 역
- 박근형 : 유회장 역
- 조원희 : 유사장 역
- 이지형 : 유재준 역
- 김진호 : 서회장 역
- 한원 : 까칠녀 역
- 김현정 : 똥녀 역
- 추소영 : 안성아 역

## 시청률
아래의 파란색 숫자는 '최저 시청률'이고, 빨간색 숫자는 '최고 시청률'입니다. 시청률조사회사와 지역별로 시청률에 차이가 있을 수 있습니다.
| 2011년      | 2011년      | 2011년         | 2011년         |
| 회차        | 방송일      | TNmS 시청률    | AGB 시청률     |
| 회차        | 방송일      | 대한민국(전국) | 대한민국(전국) |
| ----------- | ----------- | -------------- | -------------- |
| 제1회       | 9월 2일     | 8.3%           | 7.1%           |
| 제2회       | 9월 9일     | 5.5%           | 5.1%           |
| 제3회       | 9월 16일    | 4.3%           | 3.9%           |
| 제4회       | 9월 23일    | 4.7%           | 3.9%           |
| 제5회       | 9월 30일    | 3.7%           | 3.6%           |
| 제6회       | 10월 7일    | 5.3%           | 2.8%           |
| 제7회       | 10월 14일   | 3.7%           | 4.0%           |
| 제8회       | 10월 21일   | 2.9%           | 3.2%           |
| 제9회       | 10월 28일   | 4.2%           | 3.3%           |
| 제10회      | 11월 4일    | 3.7%           | 3.1%           |
| 제11회      | 11월 18일   | 3.4%           | 3.5%           |
| 제12회      | 12월 2일    | 4.5%           | 3.4%           |
| 제13회      | 12월 9일    | 4.0%           | 3.1%           |
| 제14회      | 12월 16일   | 3.5%           | 3.5%           |
| 제15회      | 12월 23일   | 3.3%           | 3.7%           |
| 평균 시청률 | 평균 시청률 | 4.3%           | 3.8%           |

## 참고 사항
- 영화 <여자, 정혜>를 제작한 (주)필름북이 제작했다.
- SBS 드라마 <카이스트>, OCN 최초의 미니 시리즈 <썸데이>를 연출하다가 중도 하차 당하고, KBS 미니시리즈 <남자 이야기>를 제작한[9] 김경용이 연출까지 도전했다.
- 이 드라마와 같은 부류인 <왓츠업>도 사전 제작 중이었으나 출연자들의 일신 상의 문제로 편성이 무산되어 본 드라마가 편성되었다.
- 출연료의 미지급으로[10] 김경용은 고소 고발된 상태이며 추가로 제작사에 대한 사기혐의로 기소되기도 하였는데 2019년, 미지급금은 변제되지 않고 있으며 김경용씨의 법적분쟁은 진행 중이다.
- 해당 작품 이후 SBS의 시추에이션 드라마(주 1회씩 방영)는 명맥이 끊겼으나 2021년 《너의 밤이 되어줄게》로[11] 부활됐다.